# Coronel Fabriciano
Coronel Fabriciano là một đô thị thuộc bang Minas Gerais, Brasil. Đô thị này có diện tích 221,049 km², dân số năm 2007 là 104415 người, mật độ 456 người/km².